# Ritratto di Sigismondo Pandolfo Malatesta
Il Ritratto di Sigismondo Pandolfo Malatesta è un dipinto, olio e tempera su tavola (44,5x34,5 cm) attribuito a Piero della Francesca, forse realizzato durante il suo soggiorno a Rimini del 1451 e conservato nel Museo del Louvre di Parigi.

## Storia

La prima medaglia di Sigismondo Pandolfo Malatesta di Pisanello

Sigismondo Pandolfo Malatesta fu signore di Rimini dal 1432 al 1468 e in questo arco di tempo fece di Rimini una corte raffinata e all'avanguardia, anche se i suoi sogni di gloria vennero infranti dalle sconfitte militari. Piero della Francesca soggiornò sicuramente alla sua corte nel 1451, quando dipinse l'affresco di Sigismondo Pandolfo Malatesta in preghiera davanti a san Sigismondo nel Tempio Malatestiano. Il ritratto su tavola del signore di Rimini riprende fedelmente l'effigie dell'affresco, da cui la datazione putativa.
Per entrambi i ritratti, che sono di profilo, si pensa che Piero si ispirasse a una delle medaglie preparate nel 1445 da Pisanello oppure a quella eseguita nel 1446 da Matteo de' Pasti. L'opera si trova al Louvre dal 1978, tramite acquisto sul mercato antiquario italiano. In particolare era nella collezione Contini-Bonacossi e venne autorizzata all'esportazione con altri capolavori con una legge speciale che suscitò molte polemiche. Lo stato italiano non esercitò il diritto di prelazione sull’opera.
Fino al 1889 la tavola era nelle collezioni imperiali russe a San Pietroburgo. Già all’inizio del secolo scorso era nella collezione D’Ancona a Milano. In quel periodo viene attribuito a Piero della Francesca da Giovanni Morelli. Ancora viene acquistato nel 1930 dalla famiglia fiorentina Contini-Bonacossi, e Roberto Longhi ne ribadisce l'attribuzione prima della vendita al Louvre. Già Briganti sollevava diverse perplessità sull'opera e lo stesso Roberto Longhi lo esclude dalle opere per "l'irrinunciabile l'arricchimento degli Uffizi" stilate dalla commissione di critici d'arte del 1969.
L'attribuzione non è univoca e molto tarda, e la critica italiana non è concorde nell'attribuzione. La critica francese, invece, è sempre stata unanime. Dal 1977, anno dell'intervento di pulitura, l'autografia del ritratto, la critica francese sembra essersi orientata all'attribuzione a Piero della Francesca.

## Descrizione e stile

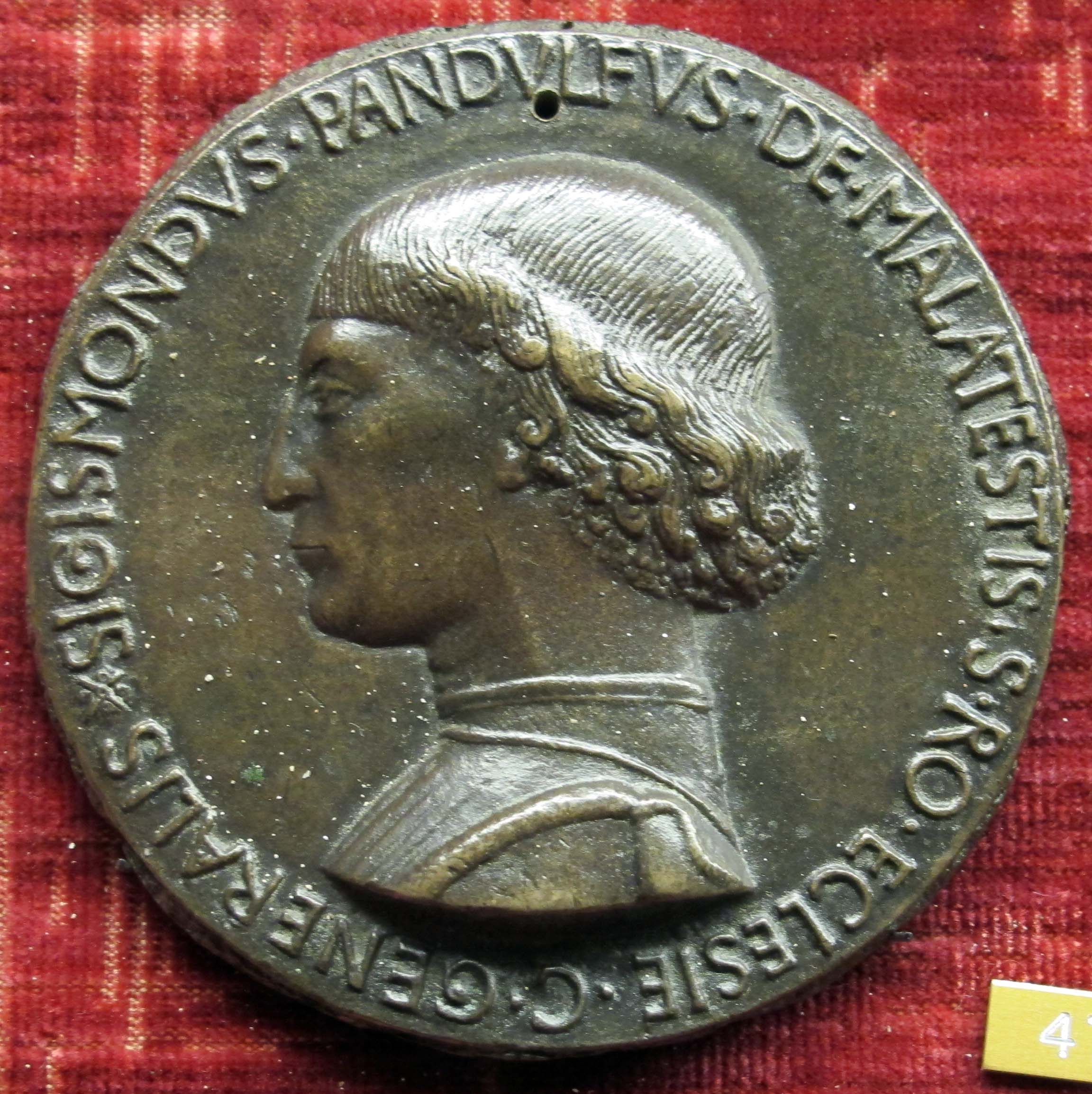
Medaglia di Matteo de' Pasti

Pandolfo è ritratto di profilo su sfondo scuro, stagliandosi con la forza di un cammeo. Il forte contrasto dà al ritratto un carattere monumentale e statuario, tipico dei busti antichi. La linea del volto incede sullo sguardo fisso e fiero, con i tratti modellati finemente. Il portamento eretto è accompagnato da uno sguardo tagliente, che sembra sottolineare il suo carattere ombroso e dispotico. La capigliatura forma un caschetto compatto, tipico della moda maschile delle corti del tempo, che si riscontra ad esempio anche nei ritratti di Leonello d'Este.
Il viso è raffigurato nel profilo in una posa di assoluta astrazione, che riprende l'iconografia ufficiale delle medaglie. Nonostante ciò è evidente anche una particolare attenzione naturalistica, avvertibile, in particolare, nella minuziosa descrizione del tessuto della veste, nel realismo dei capelli e della stessa carnagione. La stoffa è trattata in modo da evidenziare tutta la sua preziosità. La luce rende con efficacia la diversa consistenza dei materiali ed i riflessi propri dei drappi damascati o della pelliccia delle bordature. Tali risultati furono possibili solo grazie alla profonda conoscenza di Piero dei pittori fiamminghi (e in particolare dell'opera di Rogier van der Weyden).